# Geschichte der Videospiele 2000–2009

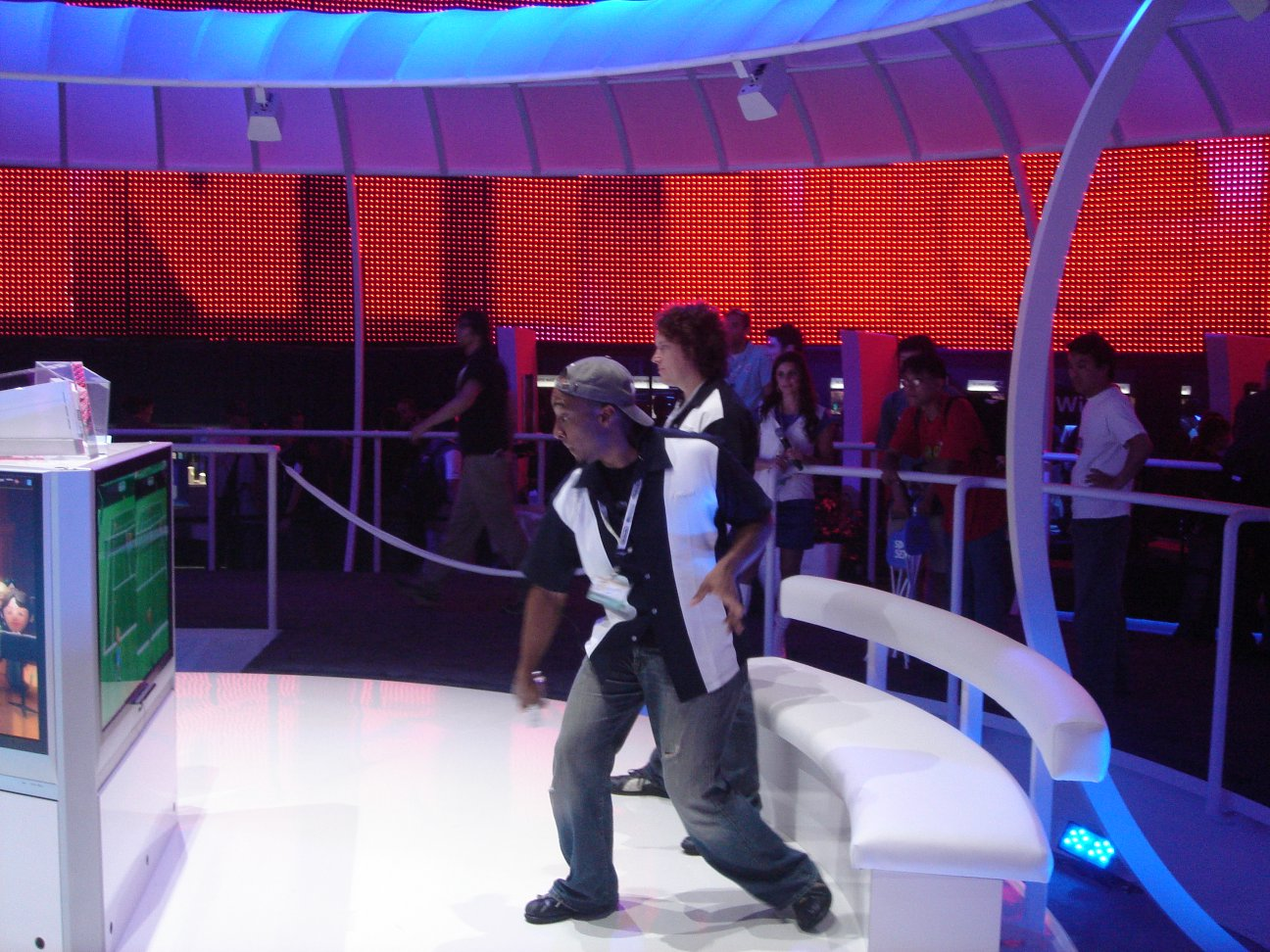
Ein Tennisduell mit Wii-Sports (2006)

Nachfolgend die wichtigsten Daten zur Computer- und Videospielgeschichte von 2000 bis 2009. 2005 zählte Marie-Laure Ryan Videospiele zu den produktivsten Bereichen erzählerischer Aktivität in den digitalen Medien.

## Plattformen

### Arcade-Spiele
Arcade-Spiele erschienen zwar weiterhin, spielten in Deutschland aber eher eine untergeordnete Rolle. Sie waren nur noch in Spielhallen erlaubt. Der Trend ging auch hier zu den Tanz- und Musikspielen sowie zu aufwendigeren Multiplayer-Großgeräten. Nach wie vor beliebt waren Survival Horror, Gesellschafts-, Sport- und Rennspiele.

### Konsolen
Sehr verbreitet war zunächst die PlayStation 2, die abwärtskompatibel zum Vorgänger ist, sowie noch die PlayStation selbst. Weit dahinter lagen die anderen Konsolen der 6. Generation.
Die 7. Generation eröffnete Microsoft 2005 mit der Xbox 360. 2006 folgten die Nintendo Wii und die PlayStation 3 von Sony. Alle Geräte unterschieden sich unter anderem im Hardwaredesign oder den Speichermedien und waren an unterschiedliche Zielgruppen gerichtet. Kommerziell erfolgreich war zu Anfang vor allem die günstigere Wii, die über einen Controller mit Bewegungssensoren verfügt. Die beiden anderen Konsolen besaßen hingegen eine deutlich höhere Rechenleistung, die Option für hochauflösende Spielegrafik im HDTV-Standard sowie optional eine Festplatte und die Möglichkeit, DVD-Filme bzw. im Fall der Playstation 3 auch Blu-ray-Discs abzuspielen.
Bei den Handhelds bot der Nintendo DS (2004/2005) erstmals einen zusätzlichen Bildschirm in Form eines Touchscreens, ein Mikrofon zur Eingabe und Online-Fähigkeiten. Erfolgreich war insbesondere auch die PlayStation Portable mit der erstmals Spiele für handhelds auf optischen Medien eingesetzt wurden. Die wesentlichen Plattformen waren/sind:
- Sony PlayStation 2 (2000) 6. Generation
- Nintendo GameCube (2001, 2002 in Europa)
- Microsoft Xbox (2001, 2002 in Europa)

- Microsoft Xbox 360 (2005), 7. Generation
- Nintendo Wii (2006)
- Sony PlayStation 3 (2006, 2007 in Europa)

#### 6. Generation, 2000–2005

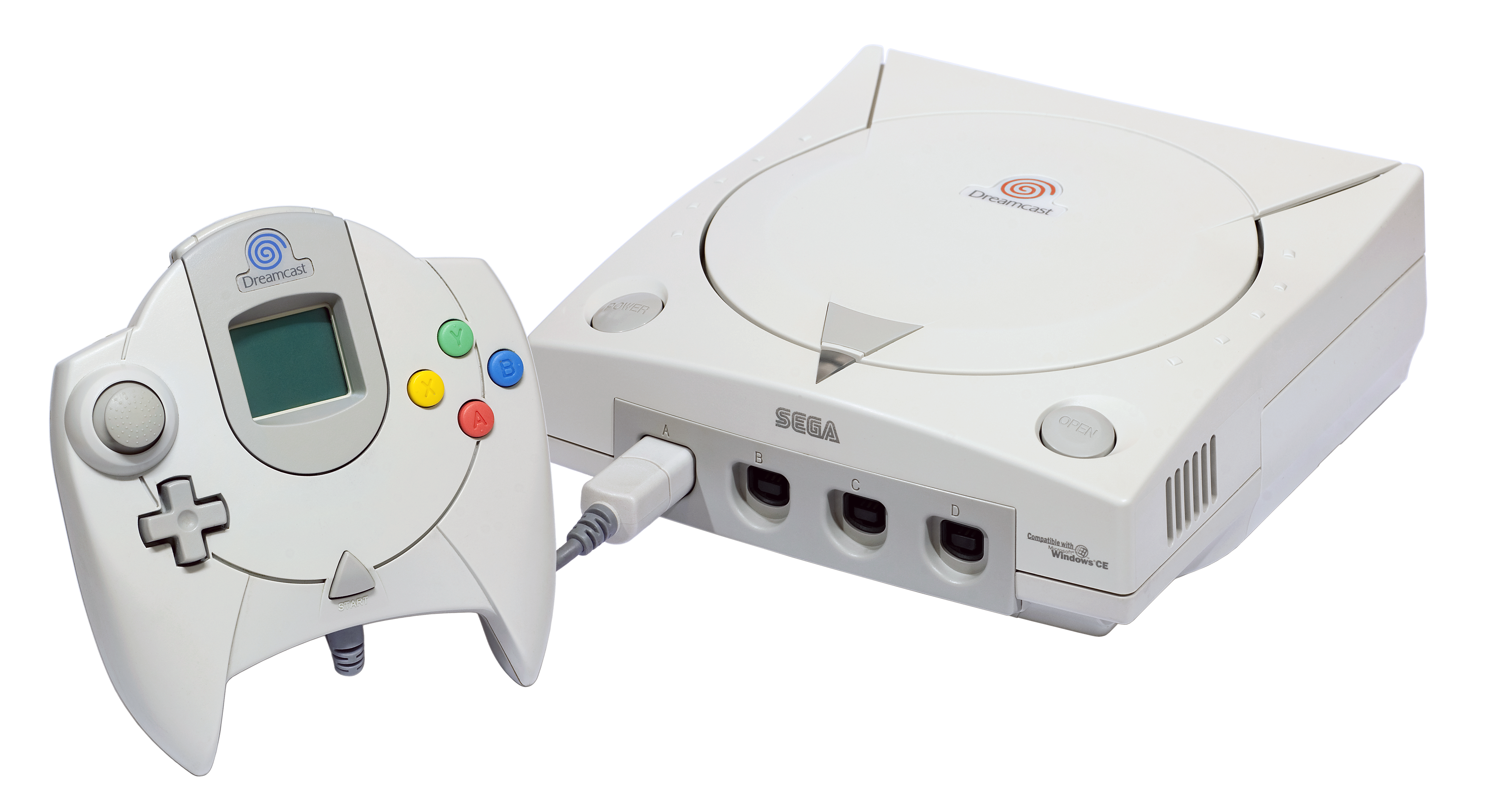
Die Sega Dreamcast

Segas fünfte Heimkonsole läutete mit ihrer Erstveröffentlichung am 27. November 1998 in Japan die 6. Konsolengeneration ein. Ein wichtiges Kennzeichen der Dreamcast war der damalige Onlinedienst (SegaNet in USA/Japan, Dreamarena in Europa), der durch ein eingebautes Modem ermöglicht wurde. Er ermöglichte die erste große Online-Community auf einer Spielkonsole. Eine weitere Besonderheit der Sega-Konsole waren die speziell für den Controller entwickelten Speicherkarten ("Visual Memory Unit", kurz VMU), die über einen eingebauten LC-Bildschirm verfügten.
Trotz eines Rekordlaunches in den USA und des von Kritikern und Fachpresse hoch gelobten Spielelineups, konnte die Dreamcast die anfangs hohen Verkaufszahlen nicht halten. Ein Grund hierfür war der große Erfolg der PlayStation 2, die in Japan bereits im März 2000 erschien. Die PlayStation 2 erfreute sich einer starken Medienpräsenz, einer erfolgreichen Werbekampagne und wurde insbesondere durch Dritthersteller mit Spielen stärker unterstützt als die Konkurrenz von Sega. Viele, insbesondere westliche, Entwickler standen der Dreamcast aufgrund des mäßigen Erfolges der Vorgängerkonsole Sega Saturn von Haus aus skeptisch gegenüber. Der bedeutende Hersteller Electronic Arts veröffentlichte beispielsweise keine Spiele für die Dreamcast, womit der Konsole beliebte Sportspiele-Serien wie FIFA, NHL oder Madden NFL fehlten. Zudem bot die PlayStation 2 mit ihrem eingebauten DVD-Laufwerk und der Möglichkeit zum Abspielen von Film-DVDs einen zusätzlichen Kaufanreiz. Weltweit konnte die Dreamcast etwa 10,6 Millionen Mal verkauft werden und hatte zuletzt einen Marktanteil von 5,4 %.
Sega war finanziell bereits seit Saturn-Zeiten angeschlagen, die Lage verschlechterte sich aber insbesondere mit dem Erscheinen der PlayStation 2 weiter. Da der kommerzielle Misserfolgs der Dreamcast immer deutlicher wurde, stellte Sega schließlich im Frühjahr 2001 die Produktion ein und zog sich aus dem Heimkonsolengeschäft zurück. Stattdessen übernahm man die Rolle eines reinen Spieleentwicklers und wollte in Zukunft Spiele für die ehemalige Konkurrenz entwickeln. Für die Dreamcast erschienen noch bis etwa 2002 Spiele, danach ließ der Nachschub deutlich nach. Vereinzelt erscheinen jedoch bis heute Dreamcast-Spiele. Zu nennen sind hier insbesondere die Unternehmen redspotgames, GOAT Store, Milestone, Warashi und G.rev, die auch nach 2002 mehrere, teils sehr aufwändige Dreamcast-Titel entwickelten bzw. veröffentlichten. Auch eine Hobby-Entwicklergemeinde entwickelt für die Konsole bis heute ohne offizielle Lizenz Freeware und OpenSource-Programme (siehe Dreamcast-Szene).

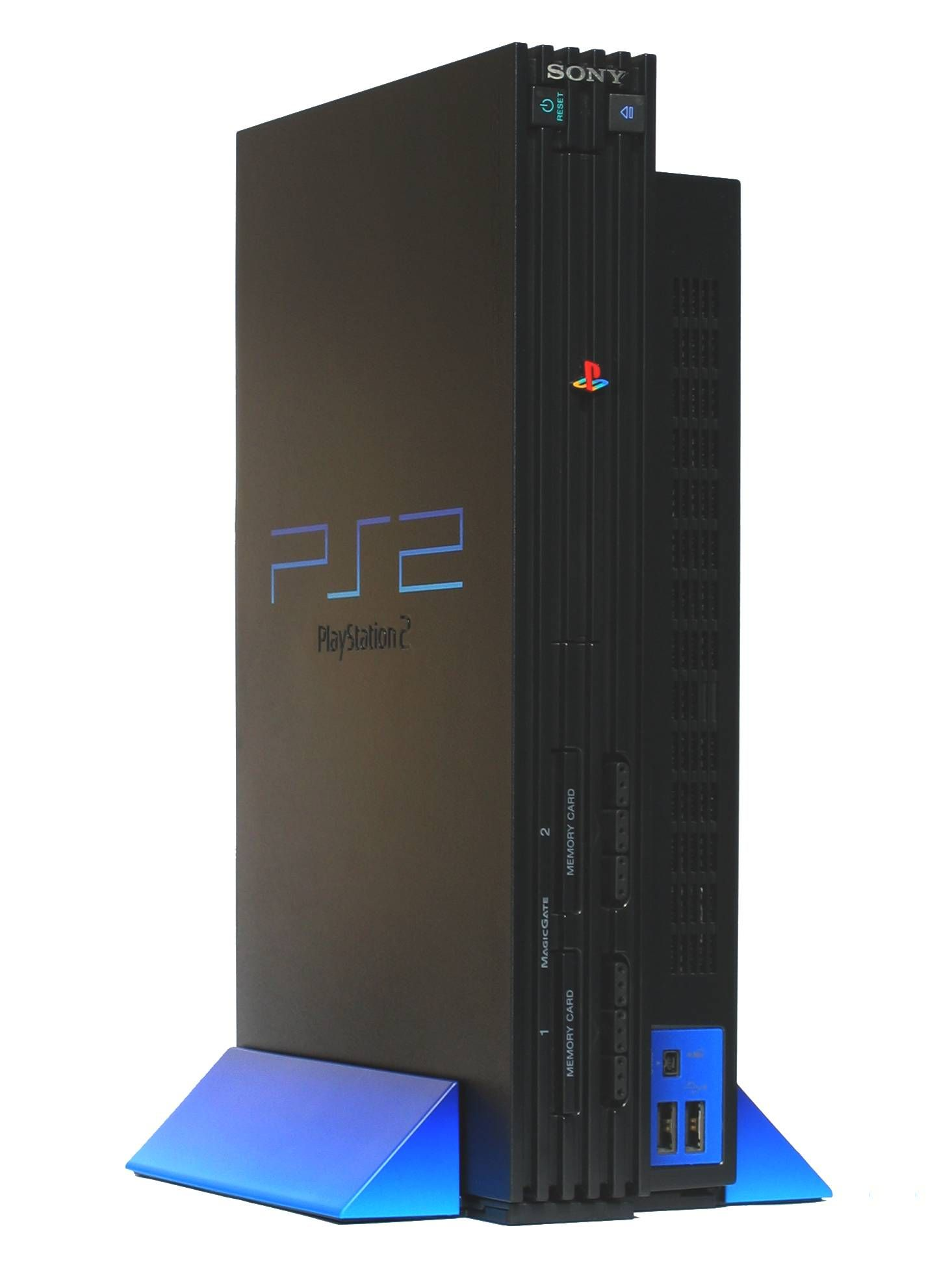
Sonys Playstation 2

Für Sony hingegen wurde die 6. Konsolengeneration eine äußerst erfolgreiche Zeit. Bereits mit der PlayStation konnte Sony im Spielkonsolengeschäft die Marktführerschaft erringen. Am 3. März 2000 erschien mit der PlayStation 2 in Japan Sonys zweite Heimkonsole. Mit zirka 150 Millionen ausgelieferten Einheiten gilt die Konsole als bisher erfolgreichstes Videospielsystem. Dies hatte die PS2 mehreren Faktoren zu verdanken: zum einen konnte sich Sony in der damaligen Zeit die Exklusiv- bzw. Zeitexklusivrechte an den einflussreichsten Drittanbieterspielen dieser Zeit (beispielsweise Grand Theft Auto und Final Fantasy) sichern, zum anderen setzten die Spieleentwickler auf Grund der sehr hohen Softwareverkaufszahlen hauptsächlich auf die PlayStation 2. Bis Ende September 2008 wurden so weltweit 10.333 Spiele für die Konsole veröffentlicht. Ein weiterer wichtiger Grund war die Vermarktung der Fähigkeit DVDs abspielen zu können. Die DVD avancierte auch dank der PS2 zum Marktführer.
Die erste PlayStation behielt auch nach der Veröffentlichung ihres Nachfolgers eine gewisse Bedeutung auf dem Konsolenmarkt und wurde bis ins Jahr 2004 mit neuen Spielen unterstützt.

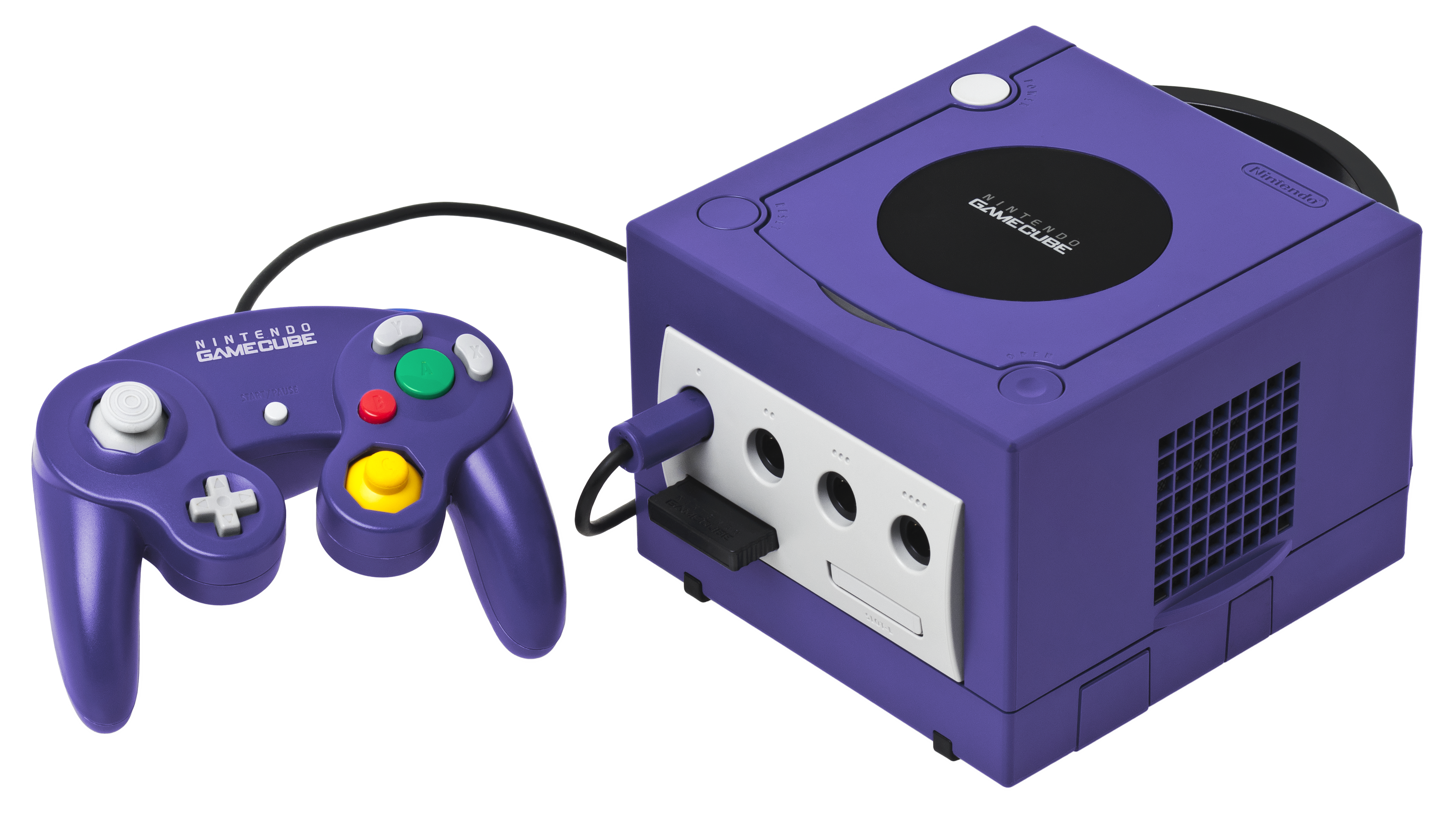
Nintendo GameCube in indigo

Am 14. September 2001 erschien schließlich Nintendos 6. Heimkonsole in Japan, der Nintendo GameCube. Nintendos Zielsetzung war es, nach den großen Marktanteileinbußen in der 5. Generation mit dem Nintendo 64, wieder die Marktführerposition zu erlangen, jedoch blieb der erhoffte Erfolg des GameCubes aus. Im Gegenteil: Von der Konsole konnten mit zirka 21,72 Millionen Einheiten noch einmal deutlich weniger Exemplare als beim Vorgänger verkauft werden. Die Gründe hierfür waren vielfältig, einerseits befand sich das Unternehmen in einer Umstrukturierungsphase, in der der damalige Präsident Hiroshi Yamauchi nach 53 Jahren sein Amt im Jahre 2002 an den relativ jungen Satoru Iwata abgab, andererseits litt Nintendo unter dem Image in der Gesellschaft, nur Kinder mit ihrer Konsole anzusprechen, was zahlreiche ältere Videospieler vom Kauf der Konsole abschreckte. Als Hauptgründe für den Misserfolg der Konsole können aber die zu starke Konkurrenz, besonders durch die PlayStation 2 und die schwache Unterstützung der Konsole durch Dritthersteller angesehen werden, obwohl Nintendo verstärkt versuchte mit exklusiven Verträgen und Finanzspritzen 3rd-Party-Entwickler auf seine Seite zu ziehen.

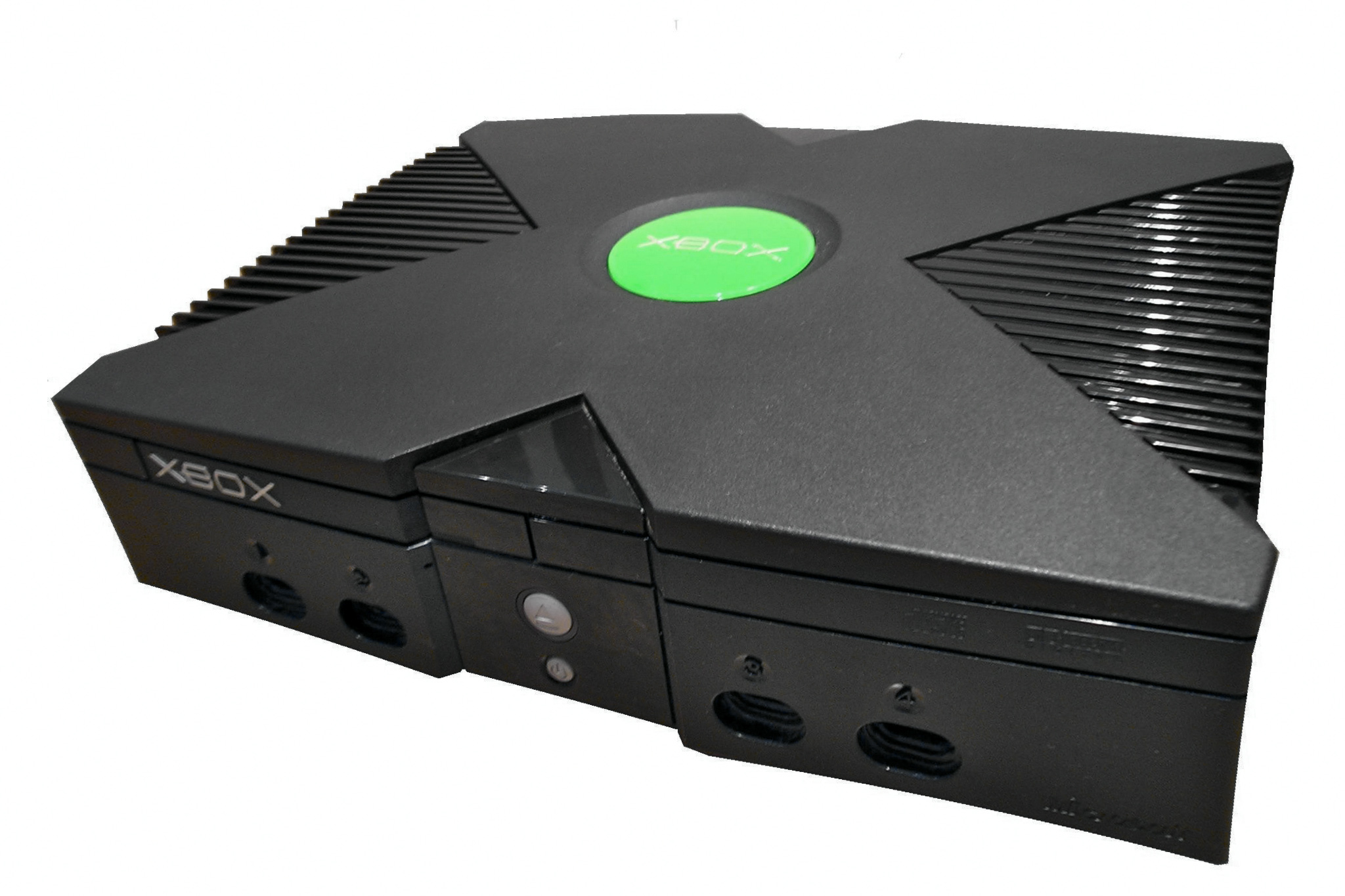
Die Xbox

Auch Microsoft, bekannt durch sein Betriebssystem Windows, wagte mit der ersten selbstentwickelten Heimkonsole, der Xbox, im Jahre 2001 den Schritt in die Videospieleindustrie. Während Microsoft recht gute Verkaufszahlen im westlichen Videospielemarkt vorweisen konnte, konnte sich die Xbox auf dem japanischen und asiatischen Markt nie durchsetzen. Trotz der Größe dieses Marktes konnte die Xbox laut dem Marktforschungsinstitut Media Create in Japan nur zirka 469.000-mal verkauft werden, was nicht einmal 2 % der weltweit verkauften Einheiten ausmachte. Microsoft präsentierte für seine Konsole im November 2002 mit Xbox Live einen Onlinedienst, welcher noch heute bei der Xbox 360 Verwendung findet, jedoch mit umfassenden Erweiterungen. Obwohl Microsoft sich eine relativ stabile Position im Markt sicherte, wurde von 2001 bis 2005 (Lebenszyklus, endend mit der Veröffentlichung der Xbox 360) insgesamt ein Verlust in Höhe von 3.641.000.000 Dollar mit der Spielesparte eingefahren.

#### 7. Generation

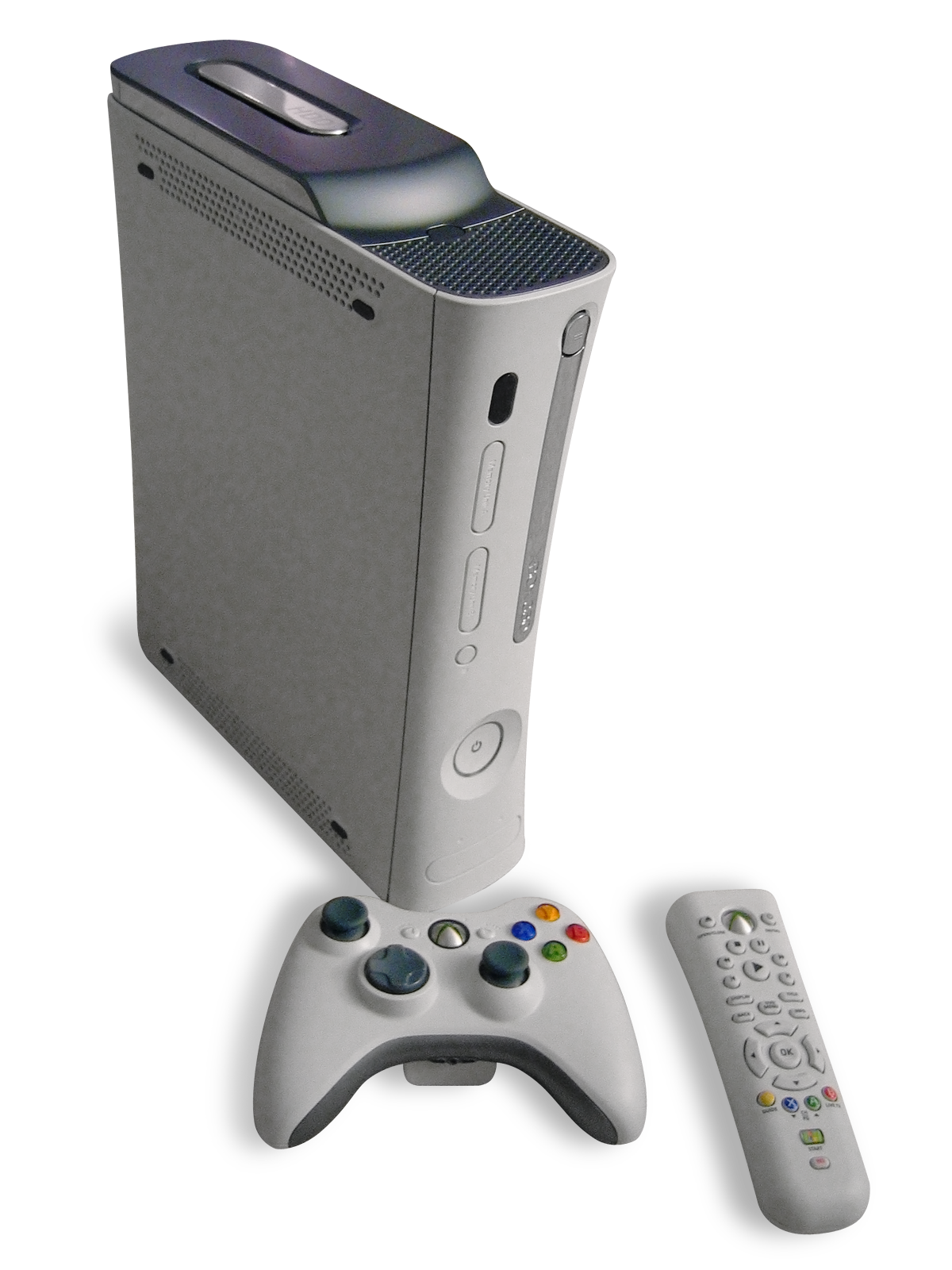
Die Xbox 360 mit Controller und Fernbedienung

Die nachfolgende Konsolen-Generation wurde im November / Dezember 2005 mit der weltweiten Veröffentlichung der Xbox 360 von Microsoft eingeläutet, während Microsofts Konkurrenten Nintendo und Sony erst im darauffolgenden Jahr mit ihrer neuen Hardware nachziehen konnten. Die Xbox 360 war somit bei Release die erste Spielkonsole, die eine HD-Auflösung bot, verwendete jedoch auch weiterhin intern lediglich ein DVD-Laufwerk. Sowohl Microsoft als auch später Sony setzten jedoch große Hoffnungen darauf, mit der Verbreitung ihrer Konsolen auch jeweils ihre unterstützten DVD-Nachfolgeformate durchsetzen zu können, da dies beiden Konzernen einen finanziellen Vorteil durch die Verkäufe in der Filmindustrie verschafft hätte, da Microsoft, bzw. Sony Anteile an den Gewinnen jedes Formats bekommen würden. Microsoft entwickelte daher ein optionales, extern angeschlossenes HD-DVD-Laufwerk, durch das die Xbox 360 auch als Abspielgerät für HD-DVD-Filme genutzt werden konnte. Spieleveröffentlichungen, die ein HD-DVD-Laufwerk voraussetzten, gab es jedoch nicht. Microsofts Konkurrent Sony setzte dagegen von Beginn an auf das selbst mitentwickelte Format Blu-ray Disc und verbaut ein entsprechendes Laufwerk direkt in jede PlayStation 3. Nachdem sich das Blu-Ray-Format letztlich durchsetzen konnte, stoppte Microsoft schließlich seine Unterstützung für die HD DVD. Die Xbox 360 feiert je nach Region mäßige bis gute Erfolge. Laut der japanischen Zeitschrift Famitsu konnten 853.108 Einheiten bis Ende des Jahres 2008 abgesetzt werden, deutlich geringer als die Verkaufszahlen der Konkurrenz. Jedoch konnte man die Verkaufszahlen im Gegensatz zur Xbox verdoppeln, die Tendenz liegt steigend. Europa bildet den zweitstärksten Markt der Xbox 360, hier konnte die Konsole bis Ende des Jahres 2008 circa 9.000.000-mal abgesetzt werden. In den USA, dem Heimatmarkt der Konsole, konnte Microsoft die größten Erfolge erzielen, so hat die Xbox 360 laut dem Marktforschungsinstitut NPD Group bis Ende November 2008 eine installierte Hardwarebasis von 12.449.000 Konsolen. Durch die hohen Softwareverkaufszahlen in den westlichen Märkten Europas und den USA erhielt die Konsole auch einen verstärkten Spielesupport durch 3rd Party Entwickler.

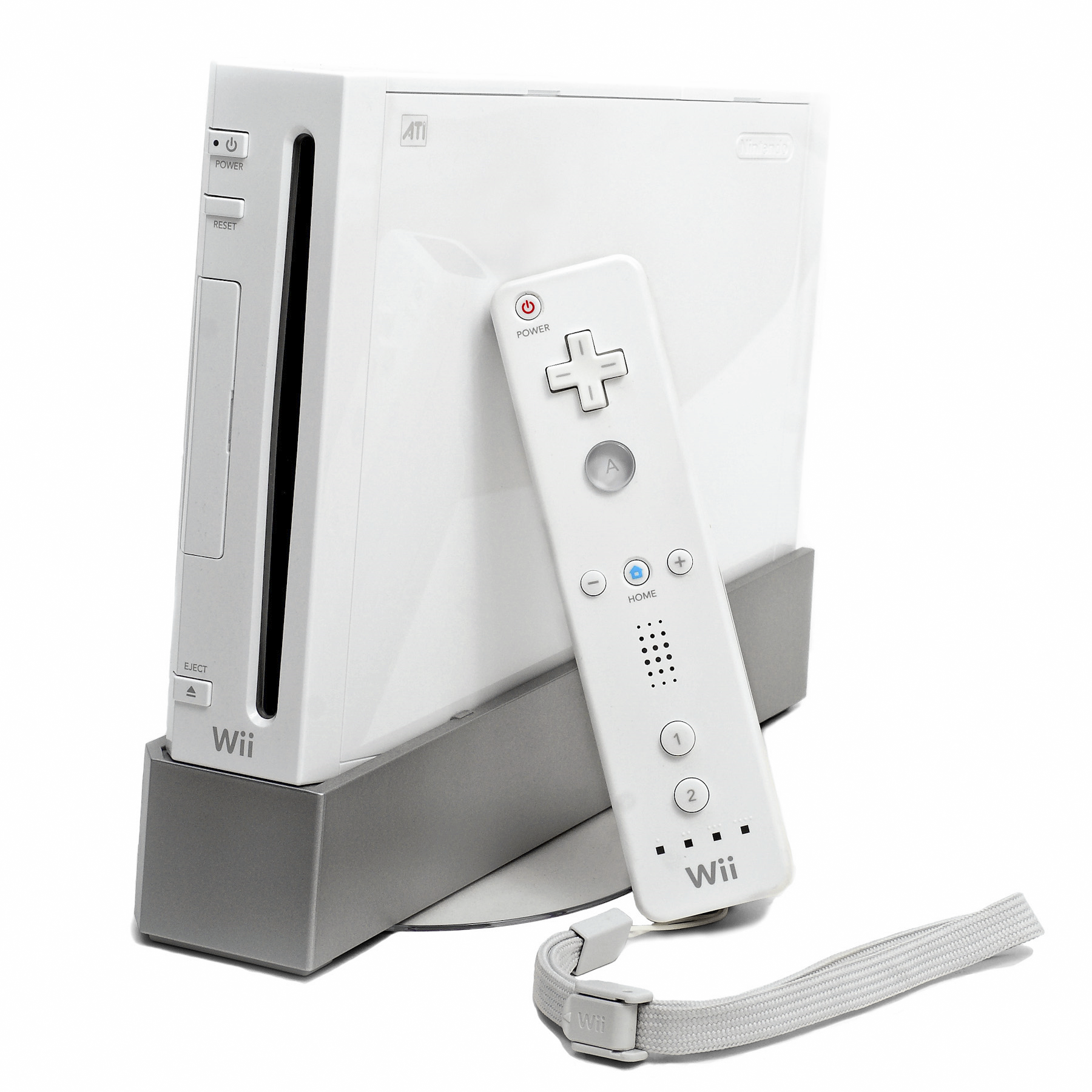
Wii-Konsole in weiß

Das japanische Unternehmen Nintendo brachte ihre neueste Konsole, die Wii, weltweit im November/Dezember 2006 heraus. Im Gegensatz zu den Konkurrenten Sony und Microsoft legte Nintendo weniger wert auf ausgeprägte Hardwarespezifikationen (Die Wii ist zudem die einzige Heimkonsole ihrer Generation die kein HD bietet), sondern setzte ihr Augenmerk verstärkt auf den Controller der Konsole, welcher vom gewöhnlichen Pad-Design abweicht und Steuerung durch Bewegungen erlaubt. Ein Grund für diese Entscheidung ist einerseits, dass Nintendo weiterhin die Produktionskosten unter dem Verkaufspreis halten wollte (im Gegensatz zu Sony und Microsoft), ein anderer Grund ist, dass bei drei zu ähnlichen Konsolen eine eventuelle Marktsättigung stattgefunden hätte und das Risiko bestand, erneut eine Konsole auf den Markt zu bringen, die den Erfolgserwartungen nicht entspricht, wie bei den Vorgängerkonsolen Nintendo 64 und GameCube geschehen. Diese Strategie hat Nintendo mit Hilfe einer starken und ausgeklügelten Werbekampagne erfolgreich durchgesetzt und so ist die Wii der momentane Marktführ unter den Konsolen. Laut Nintendos letztem Quartalsbericht wurden weltweit 34.550.000 Einheiten bis Ende September 2008 ausgeliefert, 6.910.000 davon konnten in Japan verkauft werden, 15.190.000 in Amerika und 12.450.000 im restlichen Teil der Erde.

Die Playstation 3

Der Multimediakonzern Sony brachte mit der PlayStation 3 den Nachfolger der bisher erfolgreichsten Heimkonsole im November/Dezember 2006 auf den Markt, ein paar Monate später, am 23. März 2007, erschien das System auch in Europa. Ein wichtiges Ziel von Sony war es in dieser Konsolengeneration das HD-Format Blu-ray Disc mit der Playstation 3 verstärkt zu verbreiten. Dieselbe Strategie hatten sie bereits mit den Vorgängersystemen PlayStation und PlayStation 2 verfolgt, hierbei hatte Sony, die Formate CD (PS) und DVD (PS2) verbreitet. Ein Problem, das diese Strategie nun allerdings mit sich brachte, waren die hohen Produktionskosten, die mit dem Verbau der Blu-ray-Technologie anfielen, und da Sony die Konsole nicht subventionieren wollte, fiel der Startpreis von 499 € bis 599 € (Startpreise für Europa) dementsprechend hoch aus. Der hohe Verkaufspreis gilt als ein Grund für den mäßigen Verkaufsstart der Playstation 3 im Gegensatz zur Konkurrenz und vor allem im Gegensatz zu ihren erfolgreichen Vorgängergenerationen. So wurden bis Ende September 2008 nur 13.230.000 Einheiten weltweit ausgeliefert.
Erwähnenswert ist außerdem noch, dass Sony ebenso wie Konkurrent Nintendo Bewegungssensoren in ihren Controller einbauen ließ, auch wenn dieser aufgrund der verwendeten Technik nicht alle Möglichkeiten der Wiimote bietet.

### Handheld-Konsolen

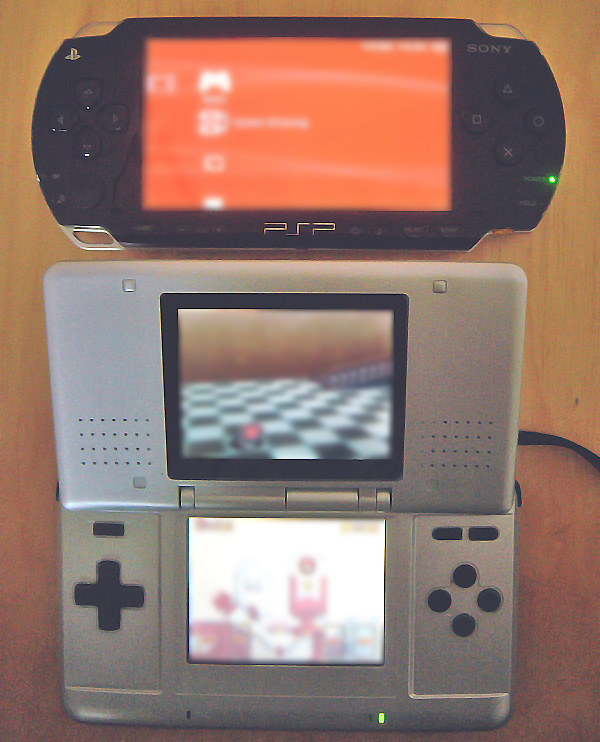
PlayStation Portable/PSP (oben) und Nintendo DS

Die neuere Generation der Handhelds bietet mehr Leistung als die alte Generation, die nur 2D-Grafik (in Farbe) darstellen konnte. Zu den aktuellen Handhelds gehört zum einen der Nintendo DS, der vor allem durch seine neuartigen Eingabemöglichkeiten (integriertes Mikrofon, zwei Bildschirme, von denen einer ein Touchscreen ist) zum weltweiten Verkaufsschlager wurde, obwohl die PlayStation Portable von Sony grafisch wesentlich leistungsstärker ist. Nintendos neueste Version ist der Nintendo 3DS, der als erste Handheld-Konsole Spiele in 3D anbietet.
- Nintendo Game Boy Advance (2001), 6. Konsolengeneration
- Nokia N-Gage (2003) Handy und Handheld, 6. Generation (1. Modell)
- Nintendo DS (2004, 2005 in Europa) 7. Generation, 1. Touchscreen-Generation
- Sony PlayStation Portable / PSP sowie PSP Go(2004, 2005 in Europa bzw. 2009)

### PC
Nach wie vor standen PCs in direkter Konkurrenz zu den Konsolen. Spezielle Gaming-PCs mit hochwertigeren Einzelelementen waren kostenintensiver und fanden Einsatz bei LAN-Partys und im E-Sport. Immer mehr wurde auch an Notebooks, Organizern, Handys und anderen mobilen Geräten gespielt.

## Beliebte Genres der Zeit

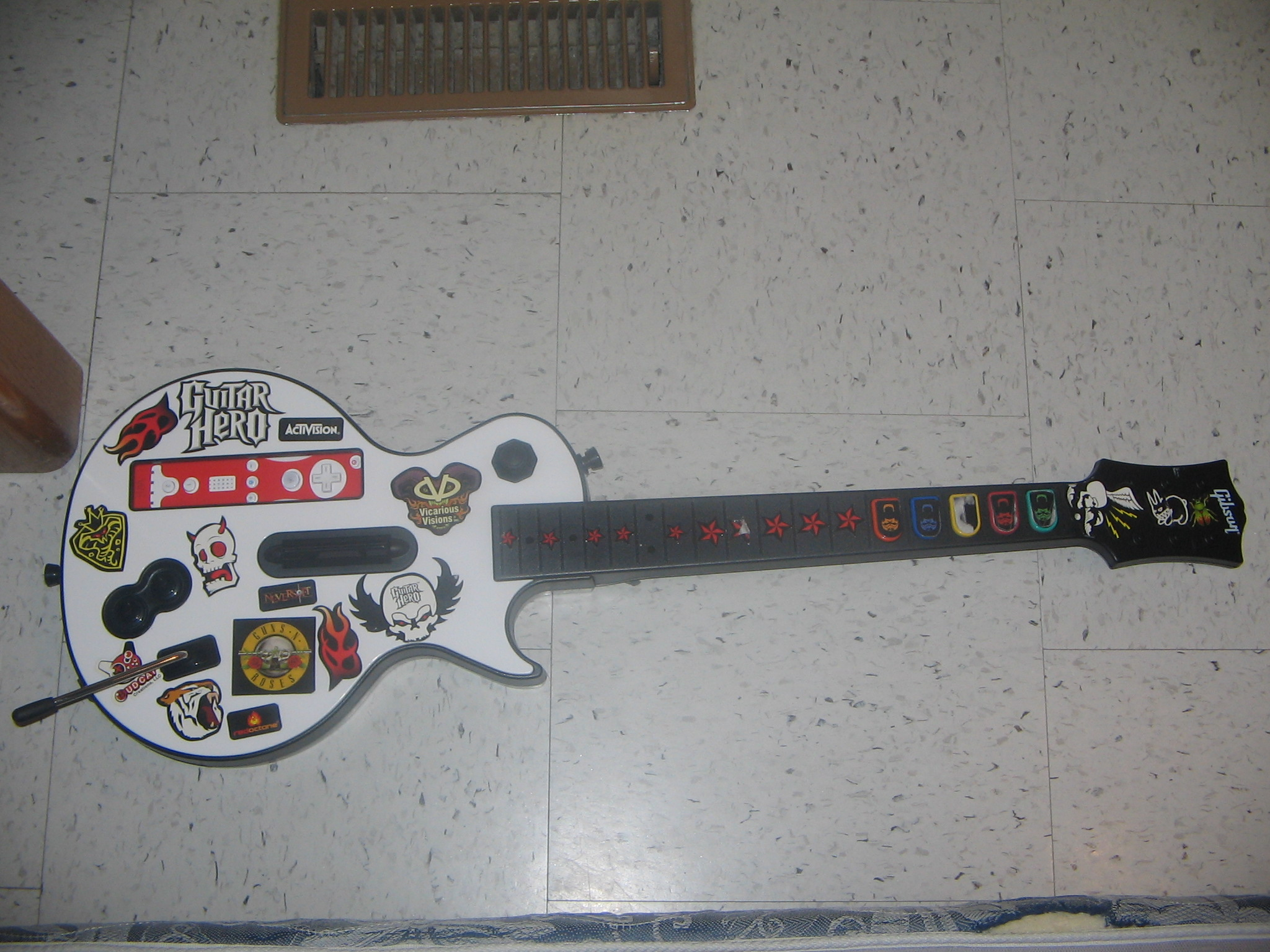
Wii-Controller für das Musikspiel Guitar Hero 3

Ego-Shooter, die nach Amokläufen von der Allgemeinheit abwertend als „Killerspiel“ bezeichnet werden, sind weit verbreitet. Weitere beliebte Genres waren bzw. sind: Third-Person-Shooter, Rollenspiele, Strategiespiele, Funspiele, Musik/Tanzspiele, Rennspiele und Simulationen.
Auch beliebt waren/sind Retrospiele per Emulator, Kompilation oder als Handyspiel.

### Online-Spiele
Massive Multiplayer Online Games (MMOGs) und insbesondere Rollenspiele (MMORPGs) für hunderte Spieler erschienen bereits in den 1990er Jahren, aber der große Durchbruch gelang erst Ende der 1990er mit Ultima Online und EverQuest. Das erste deutschsprachige MMORPG, Die 4. Offenbarung erschien 2001. Beliebt sind auch Flash-Spiele, Forenspielen und Spiele in Online-Communities, wie Second Life (2003).

## Wichtige Firmen
Nach wie vor dominieren Nintendo und Sony den Konsolenmarkt; 2002 verließ ihn Sega, neu hinzu kam 2001/2002 Microsoft.
Die aktuell bedeutendsten großen Software-Publisher sind größtenteils die bereits in den 90er Jahren bekannten. Neu hinzu kamen Square Enix (Fusion 2003) und Activision Blizzard (Fusion 2008). Es gab weiterhin viele Firmenpleiten und Übernahmen. Im Zuge der weltweiten Finanzkrise ab 2007 gab es auch verstärkt Entlassungen von Personal und Absagen von Spielen oder gar Serien (z. B. dem Microsoft Flight Simulator). Trotzdem verzeichnete die Branche 2008 insgesamt ein Rekordergebnis.

### Vermarktung und Auswirkungen
Ein wichtiger Aspekt in dieser Konsolengeneration ist die Vermarktungsstrategie der drei Konzerne und die daraus resultierenden Auswirkungen auf die Fangemeinde, Industrie und Gesellschaft.

#### Nintendo

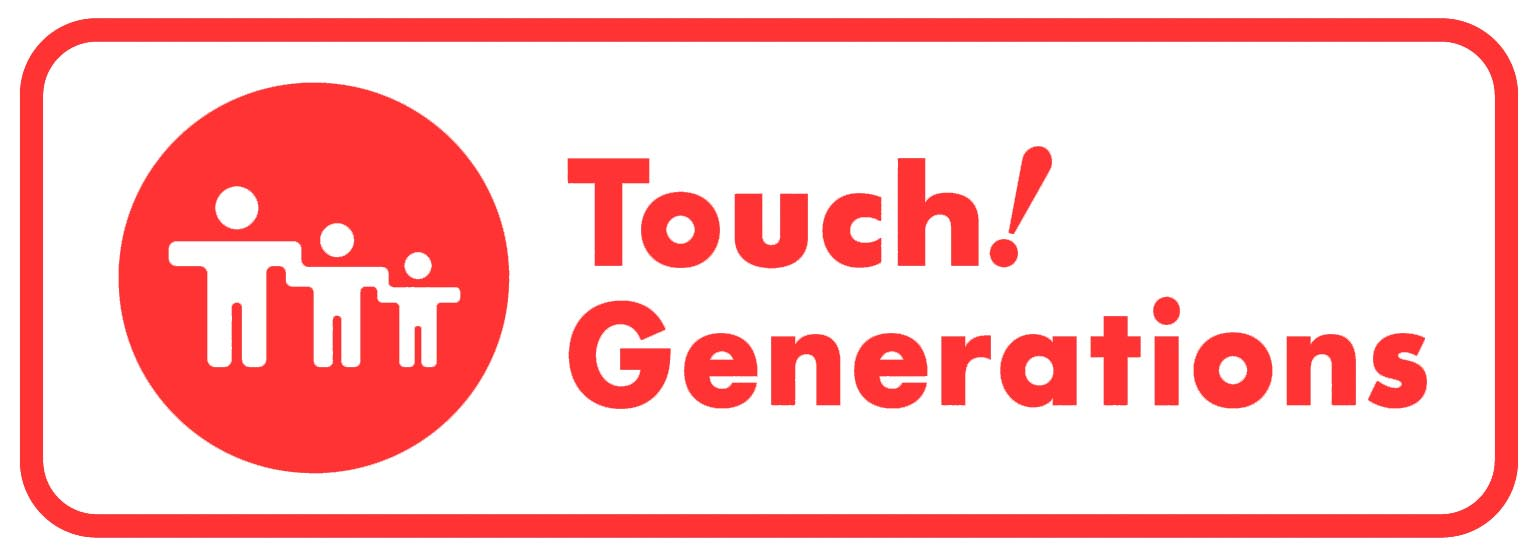
Europäisches "Touch! Generations"-Logo

Die wohl wichtigste Rolle in diesem Bereich übernimmt Nintendo. Seit dem Release ihres Handhelds Nintendo DS wurde die Vermarktungsstrategie unter dem damals neuen Geschäftsführer Satoru Iwata stark verändert. So setzte sich das Unternehmen nach eigenen Angaben das Ziel ihre Zielgruppe deutlich zu erweitern, hierbei explizit Leute die noch nie Videospiele gespielt haben und Gelegenheitsspieler. Iwata erklärte die Strategie auf der E3 2005 damit, dass man versuchen wolle mit speziell angepassten Titeln, damals sprach er von sogenannten Non-Games, die neuen Kundenschichten zum Spielen anzuregen. Heutzutage ist der Begriff Non-Game weniger geläufig, viel öfter wird von sogenannten Casual-Games gesprochen. Unter dem Markennamen Touch! Generations versuchte man Spiele wie Dr. Kawashimas Gehirn-Jogging, Nintendogs und ähnliches an den Mann zu bringen durch eine laut eigenen Angaben intuitive, leicht erlernbare Steuerung, was man der Kundschaft mit der neuartigen Touch-Screen-Technologie des Nintendo DS versuchte näher zu bringen. Diese Vermarktungsstrategie verfolgte man deshalb, weil man generell der Annahme war, dass zu komplexe Steuerung bzw. Spiele viele Personen abschrecken würden und man den Leuten Spiele mit diesem Prinzip am besten näher bringen könnte. Diese Strategie übernahm Nintendo auch für ihre Heimkonsole Wii und verfolgt selbige immer noch. Im Gegensatz zu den letzten Generationen achtete man auch darauf größere Mengen an Geld in Werbung zu investieren, wofür das Unternehmen in der Vergangenheit öfter kritisiert wurde. Diese Strategie hat sich letzten Endes als Glücksgriff erwiesen und die beiden Systeme sind sowohl in der Handheld – als auch in der Heimkonsolensparte Marktführer.
Eine Folge, die diese Vermarktung mit sich zog, war das Verhalten der 3rd Party Publisher, die, angeregt durch den großen Erfolg von Spielen wie Dr. Kawashimas Gehirn-Jogging und Nintendogs, ebenfalls versuchten auf dem Nintendo DS und später auch Wii ähnliche Spiele zu vermarkten, jedoch verglichen mit Nintendos Spielen mit eher mäßigem Erfolg. Dieses Verhalten stieß und stößt besonders in der Gemeinde der sogenannten Core-Gamer auf große Kritik, da die Vermutung aufkam, dass die Spielehersteller in Zukunft nur noch solche Spiele vermarkten würden. Diese Spiele sprechen allerdings keine Core-Gamer als Zielgruppe an und entsprechen folglich nicht deren Erwartungen.
Die Gesamtindustrie jedoch konnte in den letzten Jahren Rekordgewinne erzielen, hauptsächlich durch den großen Erfolg des DS und Wii. So sind laut dem Marktforschungsinstitut NPD Group die Jahre 2007 und 2008 in den USA die mit Abstand umsatzstärksten Jahre in der Geschichte des Landes gewesen. So konnten 2007 rund 18 Milliarden Dollar Umsatz erzielt werden, 2008 schätzungsweise 22 Milliarden Dollar.
Durch den großen Erfolg von Nintendos Touch!-Generations-Reihe wurden Videospiele auch bei früher nicht spielenden Leuten beliebter und somit stieg die Akzeptanz seitens der Gesellschaft ebenfalls merklich. So wurden im Jahre 2008 Videospiele in Deutschland offiziell als Kultur anerkannt.

#### Sony / Microsoft
In dieser Generation konzentriert sich Sony vor allem auf die Vermarktung der Multimediafähigkeiten der PSP und PlayStation 3, hierbei versucht man auch mit beiden Systemen die Speichermedien UMD und Blu-ray Disc zu verbreiten, jedoch blieb der erwartete Erfolg der UMD aus; das Blu-Ray-Format kann sich aber immer höher werdenden Absatzzahlen erfreuen. Somit legt Sony gegenwärtig kaum mehr Wert darauf die UMD zu bewerben, ganz im Gegensatz zur Blu-Ray.
Vor dem Release der Playstation 3 wurde die Heimkonsole von Sony auch als Computer bezeichnet und unter dem Aspekt der "Multimediakonsole" beworben ("Da die PS3 ein Computer ist […]"), jedoch stieß dies bei der Fangemeinde teilweise auf Abstoßung, da man fürchtete, dass die Konsole ihre Vorteile gegenüber einem PC (z. B. keine Installation, keine Hardwareupgrades) verlieren könnte. Viel Kritik erfuhr Sony auch wegen ihrer Playstation-3-Werbung. Hierbei wurde bemängelt, dass die Werbespots im Fernsehen kaum Zusammenhang mit der Konsole zeigten, dies lässt sich auf die skurrile Darstellungsweise der Werbung zurückführen deren Botschaft nicht sofort verständlich ist. Ein weiterer wichtiger Vermarktungsaspekt, den auch Konkurrent Microsoft verwendet, ist die Präsentation der Hardwarestärke der Playstation 3, hierbei wird besonders die Grafik der Konsole und die Fähigkeit diese in HD abspielen zu können hervorgehoben. Dieser Aspekt soll besonders technikinteressierte Kunden mittleren Alters ansprechen. Jedoch verkauft sich die PlayStation 3 aufgrund von mehreren Faktoren relativ mäßig, ein wichtiger Punkt ist der hohe Verkaufspreis der Konsole der momentan nicht massenmarktkompatibel und somit schlecht zu vermarkten ist, weshalb Sony versucht mit mehreren Software-Bundles, neuen Farben für die Konsole und massenmarktkompatiblen Spielen neue Kunden hinzuzugewinnen, jedoch ebenfalls mit mäßigem Erfolg.

## Datenträger / Kosten
Gängige Datenträger sind die DVD und teilweise noch die CD-ROM. Konsolen und Handhelds setzen je nach Hersteller auf verschiedene Speichermedien wie optische, digitale oder elektronische Datenträger. Außerdem werden verstärkt Spiele aus dem Internet gekauft, heruntergeladen oder direkt online gespielt. Neue Spiele kosten in der Regel etwa 50 Euro; die Preise fallen aber oft nach kurzer Zeit. Handheld-Spiele sind meist etwas günstiger. Außerdem gibt es immer mehr kostenlose Spiele wie Freeware oder freie Software.

## Chronik / Wichtigste Spiele des Jahrzehnts

Logo von Die Sims (2000)

Wichtige und erfolgreiche Spiele waren unter anderem (alle Spiele sind zudem auch Teil von erfolgreichen Serien):
- Counter-Strike (2000) Ego-Shooter
- Die Sims (2000) Lebenssimulation
- Perfect Dark (2000) Ego-Shooter
- Diablo II (2000) Action-Rollenspiel
- No One Lives Forever (2000) Ego-Shooter
- Gothic (2001) 3D-Rollenspiel
- Grand Theft Auto III (2001) Third-Person-Shooter
- Gran Turismo 3 (2001) Rennspiel
- Black & White (2001) Göttersimulation
- Shenmue 2 – Mischung aus Adventure, Action
- Battlefield 1942 (2002) Ego-Shooter
- Halo: Kampf um die Zukunft (2002) Ego-Shooter
- Tom Clancy’s Splinter Cell (2002) Third-Person-Shooter
- Metroid Prime (2003) Mischung aus Ego-Shooter, Action-Adventure
- The Legend of Zelda: The Wind Waker (2003) Action-Adventure
- Half-Life 2 (2004) Ego-Shooter
- Halo 2 (2004) Ego-Shooter
- Far Cry (2004) Ego-Shooter
- Grand Theft Auto: San Andreas (2004) Action-Adventure
- World of Warcraft (2004) Online-Rollenspiel
- Nintendogs (2005) Hundesimulation für Nintendo DS
- Dr. Kawashimas Gehirn-Jogging (2005) Denkspiel für Nintendo DS
- Mario Kart DS (2005) Fun-Rennspiel für Nintendo DS
- Guitar Hero (2005) Musikspiel
- Resident Evil 4 (2005) Horror/Action
- Gears of War (2006) Third-Person-Shooter
- The Legend of Zelda: Twilight Princess (2006) Action-Adventure
- Wii Sports (2006) Sportspiel, mitgeliefert bei der Wii-Konsole
- Crysis (2007) Ego-Shooter
- Halo 3 (2007) Ego-Shooter
- Super Mario Galaxy (2007) Jump ’n’ Run
- Grand Theft Auto IV (2008) Third-Person-Shooter
- Spore (2008) Evolutionssimulator
- Wii Fit (2008) Sport-, Fitnessspiel
- Call of Duty: Modern Warfare 2 (2009) Ego-Shooter, das bisher am schnellsten verkaufte Spiel
- Uncharted 2: Among Thieves (2009) Action-Adventure

Erfolgreiche Serien und Franchises waren weiterhin Pokémon, Sonic und Final Fantasy, sowie The Legend of Zelda, Star Wars, Herr der Ringe und andere.